# Beștepe, Tulcea
Beștepe este satul de reședință al comunei cu același nume din județul Tulcea, Dobrogea, România. Se află în Dealurile Tulcei. Numele localității provine din limba turcă însemnând 5 coline (Beș - 5 Tepe - coline), legenda spune că atunci când conducătorul Mahmud a trecut pe Dunăre a ales să-și facă cetate pe vârful muntelui.  Dealurile Beștepe au o altitudine de 242 m. În apropiere se află peștera Chiorcova, situată la marginea satului, se presupune că aceasta duce la Brăila.  Activitatea preponderentă a sătenilor din Beștepe este agricultura.

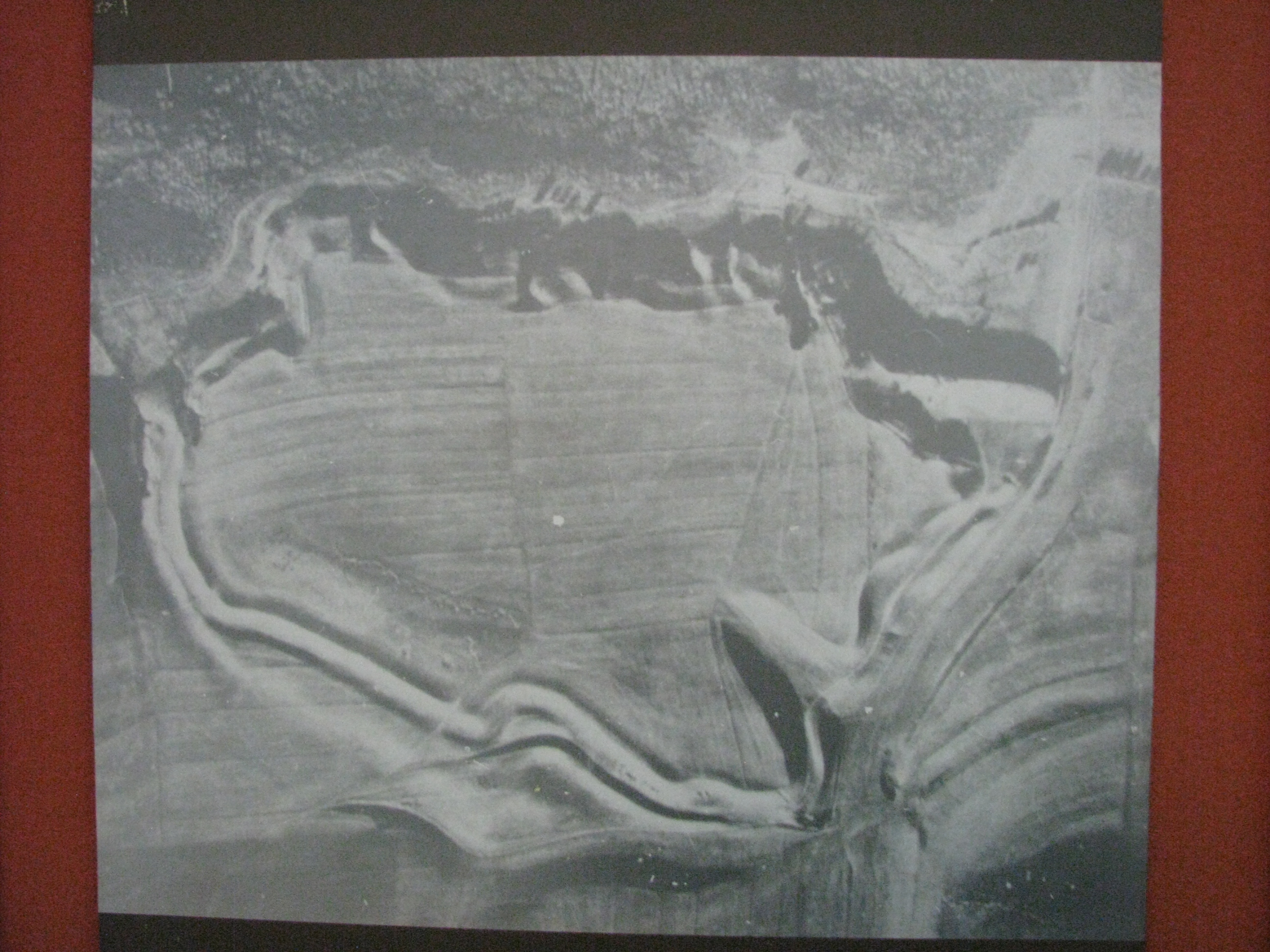
Vedere aeriană a cetăţii dacice de la Beştepe
(Muzeul Naţional al Unirii Alba Iulia)